# Schuja (Tschara)
Die Schuja (russisch Жуя) ist ein 337 Kilometer langer linker Nebenfluss der Tschara in Ostsibirien (Russland, Asien).

## Verlauf
Die Schuja entspringt in etwa 1250 m Höhe im Südwestteil des hier knapp 1700 Meter hohen Patomhochlandes, etwa 100 Kilometer östlich der Stadt Bodaibo. Sie durchfließt das Hochland zunächst in nördlicher bis nordöstlicher Richtung, wendet sich dann nach Osten und mündet schließlich beim Dorf Tschara (auch Ust-Schuja genannt) in 246 m Höhe in die Tschara.
Wichtigste Nebenflüsse sind Watscha und Chomolcho von links sowie Netschera und Tschentscha von rechts. Auf ihrer gesamten Länge durchfließt die Schuja den Nordosten der Oblast Irkutsk.

## Hydrographie
Das Einzugsgebiet der Schuja umfasst 22.600 km². In Mündungsnähe erreicht der Fluss eine Breite von über 200 Metern bei einer Tiefe von etwa 3 Metern; die Fließgeschwindigkeit beträgt 0,6 m/s.
Die Schuja gefriert von Oktober bis Mai und führt ab der Schneeschmelze und im gesamten Sommer Hochwasser. Die Wasserführung am Mittellauf, beim 246 Kilometer von der Mündung entfernten Swetly beträgt im Jahresdurchschnitt 53 m³/s bei einem Minimum von 2,1 m³/s im März und einem Maximum von 223 m³/s im Juni.

## Infrastruktur und Wirtschaft
Die Schuja ist auf 246 Kilometern ab Swetly unterhalb der Einmündung der Watscha schiffbar.
Das von der Schuja durchflossene Gebiet ist dünn besiedelt. Über die gesamte Länge des Flusses verteilt gibt es jedoch kleinere Ortschaften, so Perewos gegenüber der Mündung des Chomolcho. Bei der Goldgräbersiedlung Swetly und bei Perewos wird der Fluss von unbefestigten Straßen erreicht, über die Verbindung in die Siedlung städtischen Typs Kropotkin und nach Bodaibo besteht. Im Winter dient der zugefrorene Fluss als Eisstraße.
Das obere Einzugsgebiet der Schuja, insbesondere ihres Nebenflusses Watscha, ist seit dem 19. Jahrhundert bedeutendes Goldfördergebiet. Hier, im nördlichen Teil der „Witim-Goldfelder“, begann der Goldabbau 1862 um Tichono-Sadonski, das heutige Kropotkin.